# Isser Harel
Isser Harel (ur. w styczniu 1912 w Witebsku, zm. 19 lutego 2003 w Izraelu) – izraelski wojskowy i wieloletni szef służb specjalnych Izraela, m.in. w latach 1948–1952 dyrektor Służby Bezpieczeństwa Szin Bet, od roku 1952 do roku 1963 szef Mosadu, a w latach 1962–1963 wysoki dowódca w izraelskim wywiadzie wojskowym Aman. Członek Knesetu.

## Życiorys
Urodzony w 1912 r. w Witebsku w Rosji jako Isser Halperin. W okresie 1922–1928 wychowywał się w Dyneburgu na Łotwie. Nazwisko zmienił po przybyciu do Palestyny w 1931 r. Po zwolnieniu ze służby w policji brytyjskiej związał się z Haganą, podziemną żydowską formacją samoobrony, wtedy też zaczęła się jego imponująca kariera w służbach specjalnych. W okresie wszechogarniającego chaosu i zamieszania w pierwszych miesiącach niepodległości Izraela powstały tam liczne, rozbudowane i bardzo kosztowne służby wywiadowcze. Harel, bliski przyjaciel premiera Davida Ben Guriona, wziął na siebie zadanie uporządkowania tej sytuacji i wywiązał się z niego bez zarzutu, co zjednało mu nie tylko powszechny szacunek, ale również dało zakres kompetencji i władzy rzadko spotykany w innych państwach demokratycznych.

### Szef Szin Bet i Mosadu
W 1949 r., po kompromitacji i upadku Issera Be’eriego, pierwszego szefa wywiadu izraelskiego, Harel został dyrektorem Służby Bezpieczeństwa Wewnętrznego nazwanej oficjalnie Szin Bet, znanej także jako Szabek, na polecenie Ben Guriona. Mianowano go również memunehem, zwierzchnikiem wszystkich służb i koordynatorem operacji wywiadowczych Izraela, odpowiedzialnym wyłącznie przed premierem.
Następnie został szefem Mosadu – na stanowisku dyrektora Szin Betu zastąpił go Isi Dorot – po piastującym to stanowisko zaledwie przez 18 miesięcy swoim byłym przełożonym, Reuwenie Sziloahu. Sformował specjalną jednostkę tej instytucji, zajmującą się ściganiem byłych nazistów i zbrodniarzy wojennych, którym udało się zbiec zaraz po wojnie, przeważnie do krajów Ameryki Południowej, m.in. Argentyny. Na pierwszym miejscu jego listy znajdowało się nazwisko Adolfa Eichmanna, współodpowiedzialnego za wymordowanie kilku milionów żydów europejskich. Harel zgromadził dowody wskazujące, że w ucieczce do Ameryki Południowej pomagała Eichmannowi i innym tajna organizacja byłych oficerów SS – Odessa – Organisation der Ehemaligen SS-Angehörigen. Mosad był przekonany, że ostatnim południowoamerykańskim etapem używanego przez Odessę szlaku przerzutowego jest Buenos Aires. W maju 1960 r. wysłany wcześniej do Argentyny oddział specjalny Mosadu, odnalazł zbrodniarza i uprowadził do Izraela. Adolf Eichmann został skazany na karę śmierci i powieszony 31 maja 1962 r.
Z inicjatywy Harela agenci wywiadu izraelskiego głęboko spenetrowali struktury służb wywiadowczych RFN-u oraz Egiptu i, uciekając się niejednokrotnie do działań terrorystycznych (m.in. porwania i zabójstwa niemieckiego handlarza bronią Heinza Kruga w 1962 r.), doprowadzili do przerwania współpracy naukowców zachodnioniemieckich z siłami zbrojnymi i przemysłem zbrojeniowym Egiptu. W 1963 r. w Szwajcarii aresztowano dwóch agentów Mosadu, oskarżonych o zastraszenie córki niemieckiego specjalisty rakietowego, pracującego na zlecenie rządu egipskiego. Kolejnych dwóch funkcjonariuszy wywiadu izraelskiego zatrzymano pod podobnym zarzutem w RFN. Ben Gurion, który rozpoczął negocjacje zmierzające do poprawy stosunków z RFN-em, zwrócił się przeciwko Harelowi. Wobec wyraźnej utraty zaufania Bena Guriona Harel w marcu 1963 r. ustąpił ze stanowiska szefa Mosadu, zastąpił go generał Me’ir Amit.

### Późniejsza działalność
W latach 1969–1974 był członkiem Knesetu z ugrupowania Ben Guriona Lista Państwowa.
Po swojej wieloletniej karierze w specsłużbach izraelskich Isser Harel wydał książkę opowiadającą o schwytaniu Eichmanna – The House on Garibaldi Street (1975).
Zmarł 19 lutego 2003 w Izraelu.